# Bankovní podvod
Bankovní podvod je použití potenciálně nezákonných prostředků k získání peněz, aktiv nebo jiného majetku vlastněného nebo drženého finanční institucí nebo k získání peněz od vkladatelů podvodným vydáváním se za banku nebo jinou finanční instituci. Řadí se sem i každé úmyslné uvedení klienta banky v omyl za účelem vlastního obohacení a/nebo ohrožení jeho finančních prostředků (patří mezi finanční podvody).
V mnoha případech je bankovní podvod trestným činem. Termín bankovní podvod se, na rozdíl od bankovních loupeží (přepadení banky) nebo krádeží, vztahuje na akce, které využívají podvodné schéma nebo úskok.

## Typy bankovních podvodů
- Účetní podvody

Aby se skryly vážné finanční problémy, je známo, že některé podniky používají podvodné účetnictví k nadhodnocování tržeb a příjmů, navyšování hodnoty aktiv společnosti nebo vykazování zisku, i když společnost hospodaří se ztrátou. Tyto pozměněné záznamy se pak používají k hledání investic do dluhopisů nebo cenných papírů společnosti nebo k podávání podvodných žádostí o úvěr v konečném pokusu získat více peněz, aby se oddálil nevyhnutelný kolaps neziskové nebo špatně řízené firmy.
- Vlastní dluhopisy navázané na podvodné účetnictví
- Podvody se směnkou na doručitele
- Šeky vytvořené na dálku
- Banka s nepojištěnými vklady
- Podvod s přečerpáním účtu
- Duplikace bankovních karet nebo skimming karetních informací
- Padělané nebo podvodné dokumenty
- Upravené šeky
- Podvodné žádosti o půjčky
- Podvodný úvěr

Takový úvěr, kdy je dlužníkem podnikatelský subjekt ovládaný nepoctivým bankovním úředníkem nebo jeho komplicem.
- Praní špinavých peněz
- Podvody s kreditními kartami
- Phishing, podvodné e-maily
- Nepoctiví bankovní obchodníci
- Podvody u bankovních převodů
- Podvodné SMS (tzv. smishing)[2]
- Vishing

Podvodné telefonáty údajných bankéřů, policistů či investičních poradců
- Podvodné m-platby

Zde mobilní platba z předplaceného kreditu nebo měsíčního tarifu u mobilního operátora.
- Bazarové podvody
- Podvodné mobilní aplikace a udílení oprávnění k aplikacím
- Podvodné e-shopy a webové stránky
- Bílí koně (money mules)
- Podvodné veřejné WiFi sítě

## Česká republika
V roce 2023 banky v Česku údajně zaznamenaly 70 000 klientů, které napadli kyberpodvodníci. Má to být trojnásobek proti předchozímu roku. Jde jak o případy, kdy klienti přišli o peníze, tak o neúspěšné pokusy. Škoda činila 1,35 miliardy korun, informovala Česká bankovní asociace. Podle statistik Policie ČR však činil celkový nárůst kyberpodvodů v Česku jen 5,5 procenta. Rozdíl mezi oběma nárůsty je údajně v tom, že řada podvedených klientů na policii nejde a nepodá trestní oznámení.